# Actimicrobium
Actimicrobium es un género de bacterias gramnegativas de la familia Oxalobacteraceae. Actualmente sólo contiene una especie: Actimicrobium antarcticum. Fue descrito en el año 2011, aunque inicialmente se aisló en el 2005 y no fue validada hasta el 2021. Su etimología hace referencia a microbio de la costa del mar. El nombre de la especie hace referencia a Antártida. Es aerobia e inmóvil. Tiene un tamaño de 0,5-0,9 μm de ancho por 0,8-1,5 μm de largo. Catalasa y oxidasa positivas. Forma colonias blancas-amarillas, traslúcidas, brillantes, planas, lisas y circulares en agar R2A. Temperatura de crecimiento entre 10-20 °C, óptima de 20 °C. Tiene un contenido de G+C de 65,9%. Se ha aislado de aguas costeras en la Antártida.